# Gesellschaft für Arzneipflanzen- und Naturstoff-Forschung
Die Gesellschaft für Arzneipflanzen- und Naturstoff-Forschung e. V. (Eigenschreibweise GA, internationaler Name: Society of Medicinal Plants and Natural Product Research) mit Sitz in Camberg/Taunus wurde 1953 gegründet. Aktuell (Stand 7/2016) gehören ihr ca. 1200 Mitglieder aus 90 Ländern an. Das Ziel der Gesellschaft ist die Verbreitung und Förderung wissenschaftlicher Fragen auf dem Sektor der Arzneipflanzen einschließlich Forschung, Produktion, Anbau, Züchtung und klinische Therapie. Aufgabe der GA ist es Arzneipflanzen und biologische Wirkungen von Naturstoffen zu erforschen, pharmazeutisch technische Prozesse und Verfahren und die präklinische wie klinische Entwicklung von Phytopharmaka zu begleiten und Erkenntnisse in die Praxis und Anwendung an Mensch und Tier zu begleiten.

## Profil
Der Verein wurde 1953 als Gesellschaft für Arzneipflanzenforschung und -therapie gegründet. Seine heutige Namensgebung Gesellschaft für Arzneipflanzenforschung und Naturstoffforschung erhielt der Verein 2007. Der Verein fördert international die Wissenschaft und Entwicklung von Medizinpflanzen, Naturstoffen und Phytopharmaka. Seine Mitglieder sind überwiegend Pharmazeuten, Biologen, Chemiker, Biochemiker und Mediziner. Zu seinen Aktivitäten gehören verschiedene Veranstaltungen, wie z. B. die Ausrichtung seines jährlichen Kongresses sowie die Teilnahme an und die Förderung von Tagungen und Workshops auf den Gebieten seines Förderzwecks. Das offizielle Organ der Gesellschaft ist die internationale Zeitschrift Planta Medica.

## Geschichte
Am 8. April 1953 wurde die Gesellschaft in Bad Camberg/Taunus von einer Gruppe von Ärzten, Pharmazeuten und Pharmazeutischen Biologen gegründet, deren gemeinsames Interesse der Arzneipflanzenforschung galt. Der erste Präsident, Ernst Meyer, gab ihr den Namen "Deutsche Gesellschaft für Arzneipflanzenforschung und -therapie". Das Ziel der neuen Gesellschaft war die Verbreitung und Förderung wissenschaftlicher Fragen auf dem Sektor der Arzneipflanzen einschließlich Forschung, Produktion, Anbau, Züchtung und Therapie. Die erste Ausgabe der Zeitschrift Planta Medica, dem offiziellen Organ der neuen Gesellschaft, hatte den Untertitel "Zeitschrift für Arzneipflanzenanwendung und Arzneipflanzenforschung". Die Zeitschrift sollte Sammel- und Brennpunkt aller wissenschaftlichen Literatur über Arzneipflanzen sein.
In der Anfangsphase unter der Leitung von Meyer, der als Arzt mit besonderer Verbindung zur Phytotherapie in Camberg arbeitete, war der phytotherapeutische Aspekt der Arzneipflanzen der Schwerpunkt. Obwohl die jährlichen Kongresse in zeitlicher und räumlicher Verbindung mit dem "Deutschen Therapiekongress" stattfanden, war die Beteiligung der medizinischen Praktiker niemals sehr stark und ließ mit der Zeit immer mehr nach, da der therapeutische Aspekt bei den verschiedenen Beiträgen auf den Kongressen nicht ausreichend berücksichtigt wurde. Die geplante Verbindung zwischen Ärzten und Pharmazeuten war letztendlich fehlgeschlagen und der Schwerpunkt verlagerte sich mehr zur Pharmakognosie bzw. Phytochemie. Die Schlussfolgerung war daher, den zweiten Teil des Namens der Gesellschaft zu streichen. 1959 wurde die GA in "Deutsche Gesellschaft für Arzneipflanzen-Forschung" umbenannt.
In den ersten Jahren nach der Gründung traf die Gesellschaft auf große Akzeptanz und nach fünf Jahren war die Mitgliederzahl von 54 Mitgliedern (1953) auf 223 (1958) angestiegen. Zu dieser Zeit war die Mitgliedschaft nur deutschen Interessenten vorbehalten, obwohl aus dem Ausland Interesse an der Gesellschaft und ihren Aktivitäten bestand. Gleichwohl wurden Ausländer als korrespondierende Mitglieder akzeptiert, die an den Kongressen teilnehmen konnten.
1969 hatte sich die Gesellschaft zu einem internationalen Forum entwickelt, daher wurde der Zusatz "Deutsche" aus dem Namen gestrichen. Seit 1970 lautet der Name der GA "Gesellschaft für Arzneipflanzenforschung" mit der englischen Übersetzung "Society for Medicinal Plant Research". Mit dieser Entscheidung war das ursprüngliche Ziel der Gründer gelungen, alle Personen und interessierten Kreise zusammenzubringen, die sich in der Arzneipflanzenforschung engagieren.
Die Zusammensetzung der Gesellschaft wurde mit den Jahren immer internationaler, bereits 2016 kamen die Mitglieder aus 90 Ländern. Die Einführung von Englisch als offizielle Tagungssprache im Jahr 1978 war die natürliche Konsequenz. Die GA-Kongresse wurden für ein internationales Publikum attraktiver und entwickelten sich zu einer internationalen Plattform und einem Wissenschaftsforum für Aspekte der Arzneipflanzenforschung.
In Übereinstimmung mit den satzungsgemäßen Zielsetzungen konzentrierte sich die GA über lange Zeit vor allem auf die Verbreitung und Diskussion wissenschaftlicher Ergebnisse. Immer mehr wird heute aber auch ihre Fachkompetenz in der Wissenschafts- und Gesundheitspolitik nachgefragt. Auf europäischer bzw. internationaler Ebene wurde die GA um Stellungnahmen bei Fragen zum Qualitäts-, Unbedenklichkeits- und Wirksamkeitsnachweis von Phytopharmaka gebeten. Auch in Arbeitsgruppen zur Entwicklung von Richtlinien zur Good Agricultural And Collection Practice und nachhaltigen Nutzung von Arzneipflanzen war und ist die GA mit ihren Vorstands- und Beiratsmitgliedern beteiligt.
Die Mitgliederzahl ist bis 2016 auf über 1200 und bis 2022 auf über 1300 angestiegen. Dieser Zuwachs wurde nicht zuletzt auch durch über 70 jährliche Kongresse erreicht (davon 33 in Deutschland, 19 in anderen europäischen Staaten, einer in Kanada, einer in China und 3 in den USA). Alle 4 Jahre werden die Kongresse als "Joint Meetings" mit der American Society of Pharmacognosy (ASP), der Association Francaise pour l’Enseignement et la Recherche en Pharmacognosie (AFERP), der Phytochemical Society of Europe (PSE) und der Italienischen Phytochemischen Gesellschaft (SIF) veranstaltet. Sie stellen nach wie vor eine der Hauptaktivitäten der Gesellschaft dar. Um auch jungen Wissenschaftlern die Teilnahme an diesen Kongressen zu ermöglichen, werden alljährlich auf Antrag für besondere Beiträge Reisezuschüsse gewährt und die besten Poster honoriert.
Das Themenspektrum der Kongresse umfasst alle Bereiche der Pharmazeutischen Biologie, wie Analytik, Standardisierung von Drogen, Phytochemie, Chemotaxonomie, Arzneipflanzenanbau und Züchtung, Gen- und Biotechnologie, Biochemie und Pharmakologie von Sekundärstoffen und Phytotherapie. Neben den Jahrestagungen beteiligt sich die GA an kleineren Workshops und Symposien, die sich mit speziellen Themen der Arzneipflanzenforschung beschäftigen.

## Forschungsförderung
Zur Förderung der Forschung auf den Gebieten Naturstoffchemie, Naturstoffanalytik, Phytopharmakologie, in vitro und in vivo Testung setzt die GA eigene Fördermittel ein. Mit der Stiftung Plants for Health fördert der Verein wissenschaftliche Projekte in der Grundlagenforschung der pharmazeutischen Biologie. Der Verein vergibt eigene (Egon-Stahl-Preise in Gold, Silber und Bronze, GA-Synergie-Preis, Nachwuchs-Preise, Poster-Preise) und von Firmen finanzierte Preise (Bionorica Phytoneering Award, Dr.-Willmar-Schwabe-Preis).

## Organisation

### Geschäftsstelle
Der Sitz des Schatzmeisters der GA ist Neumarkt in der Oberpfalz.

### Präsidenten
- Seit 2024: Michael Heinrich, University of London, Großbritannien
- 2020-2023: Judith M. Rollinger, Universität Wien, Österreich
- 2016–2019: Anna Rita Bilia, Universität Florenz, Italien
- 2014–2015: Mathias Hamburger, Universität Basel, Schweiz
- 2012–2013: Wolfgang Blaschek, Universität Kiel, Deutschland
- 2008–2012: Brigitte Kopp, Universität Wien, Österreich
- 2002–2007: Rudolf Bauer, Universität Graz, Österreich
- 1998–2001: Johannes J.C. Scheffer, Universität Leiden, Niederlande
- 1994–1997: Gerhard Franz, Universität Regensburg, Deutschland
- 1990–1993: Max Wichtl, Universität Marburg, Deutschland
- 1988–1989: Ewald Sprecher, Universität Hamburg, Deutschland
- 1984–1987: Anders Baerheim Svendsen, Universität Leiden, Niederlande
- 1978–1983: Otto Sticher, Eidgenössische Technische Hochschule, Schweiz
- 1974–1977: Ernst Reinhard; Universität Tübingen, Deutschland
- 1972–1973: Hans Haas, Universität Heidelberg, Deutschland
- 1966–1971: Hilmar Friedrich, Universität Münster, Deutschland
- 1960–1965: Eduard Schratz, Universität Münster, Deutschland
- 1959:   Kurt Mothes, Universität Halle, Deutschland
- 1958:   Harry Auterhoff, Universität Tübingen, Deutschland
- 1953–1957: Ernst Meyer-Camberg, Camberg, Deutschland

Amtierender Vorstand
- Michael Heinrich, Judith M. Rollinger, Bernd Röther, Olaf Kelber, Alessandra Braca, Antigoni Cheilari, Emerson Ferreira Queiroz, Nikolas Fokialakis, Robert Fürst, Stefan Gafner, Maria Halabalaki, Luiz Carlos Klein Júnior, Gaia Scalabrino, Krystyna Skalicka-Woźniak, Cica Vissiennon[7]

### Ehrenmitglieder
- Hans Kaiser (1956) †
- Friedrich von Bruchhausen (1959) †
- Hans Flück (1971) †
- Kurt Mothes (1971) †
- Walter Poethke (1971) †
- Thaddäus Reichstein (1971) †
- Günther Kerstein (1975) †
- Albert Hofmann (1977) †
- Robert Hegnauer (1978) †
- F.H.L. van Os (1982) †
- Egon Stahl (1984) †
- Hilmar Friedrich (1985) †
- Max von Schantz (1987) †
- Anders Baerheim Svendsen (1990) †
- Ernst Reinhard (1992) †
- Varo E. Tyler (1994) †
- Max Wichtl (1995) †
- Ewald Sprecher (1995) †
- H.-G. Menßen (1997) †
- Heinz Schilcher (2000) †
- Otto Sticher (2002) †
- Rudolf Hänsel (2003) †
- Adolf Nahrstedt (2005) †
- Gerhard Franz (2006)
- Hans Scheffer (2008)
- Chulabhorn Mahidol (2009)
- Arnold J. Vlietinck (2010)
- Brigitte Kopp (2015)
- Mohamed Taky El-Din Khayyal (2017)
- Chlodwig Franz (2019)
- Renate Seitz (2019)
- Elisabeth Stahl-Biskup (2019)
- Mark Blumenthal (2022)
- Giovanni Appendino (2022)
- Judit Hohmann (2022)
- Matthias Hamburger (2022)
- José Luis Ríos-Cañavate (2023)
- Matthias Melzig (2023)
- Rudolf Bauer (2024)[8]